# 2098 Zyskin
2098 Zyskin è un asteroide della fascia principale. Scoperto nel 2001, presenta un'orbita caratterizzata da un semiasse maggiore pari a 2,424296 UA e da un'eccentricità di 0,126656, inclinata di 6,494347° rispetto all'eclittica. Ha un diametro di 12,731 km, un periodo di rotazione di 3,92 ore e un'albedo di 0,165.
Fa parte della famiglia di asteroidi Vesta.
L'asteroide è dedicato al medico ucraino Lev Yurevic Zyskin.